# خيسوس لويس أوكانيا
خيسوس لويس أوكانيا بيرنيا (بالإسبانية: Jesús Luis Ocaña Pernía، ولد في 9 يونيو 1945، برييغو، قونكة، إسبانيا - توفي في 19 مايو 1994) دراج إسباني.
حصل على الميدالية البرونزية في بطولة العالم للدراجات الهوائية على الطريق عام 1973، كما فاز بسباق طواف فرنسا عام 1973، وبطواف إسبانيا عام 1970.

## إنجازاته

### بطولة العالم للدراجات الهوائية على الطريق
- 1973 برشلونة  إسبانيا:  ميدالية برونزية في سباق الدراجات الهوائية على الطريق.

### سباق الطوافات الكبرى
- طواف فرنسا
  - 1973:  بطل طواف فرنسا.
- طواف إسبانيا
  - 1969: المرتبة الثانية بطواف إسبانيا.
  - 1970:  بطل طواف إسبانيا.
  - 1971: المرتبة الثالثة بطواف إسبانيا.
  - 1973: المرتبة الثانية بطواف إسبانيا.
  - 1976: المرتبة الثانية بطواف إسبانيا.

## روابط خارجية
- خيسوس لويس أوكانيا على موقع أرشيف الدراجات (الإنجليزية)
- خيسوس لويس أوكانيا على موقع إحصائيات الدراجات الإحترافية (الإنجليزية)
- خيسوس لويس أوكانيا على موقع CycleBase (الإنجليزية)